# Star Wars Jedi Starfighter
Star Wars: Jedi Starfighter es un videojuego de Star Wars para Xbox y PlayStation 2 que se desarrolla paralelamente al Episodio II.

## Argumento
En los años previos a las Guerras Clon la Federación de Comercio ha ido tomando el poder lentamente y ha convencido a otros sistemas de que se unan a la Confederación y se desvinculen de la República; paralelamente ha empezado la investigación de armas de destrucción masivas.

## Modo Historia
El jugador interactuará alternadamente con el Caza Jedi de Gallia y el Havoc de Nym. En modo cooperativo jugará alternadamente con el Zoomer de Reti , el Caída Libre de Jinkins, el Caza Jedi de Siri Tachi y la torreta de artillería de Kole del Havoc de Nym.

### Escena 1: Introducción
El Conde Dooku le encarga la tarea a Cavik Toth de pacificar el sistema Karthakk para poder desarrollar el Arma TriHexalon, un arma biológica que daría una gran ventaja separatista.
El Maestro Jedi Mace Windu sospecha que el sistema Karthakk está siendo utilizado por la Federación de Comercio para realizar operaciones ilegales, por lo que encarga a la Maestra Jedi Adi Gallia que se reúna con los Renacidos Lok, opositores de la Federación, para averiguar que es lo que está ocurriendo.

### Misión 1: El Informador
La Maestra Jedi Adi Gallia llega a la Nebulosa Ruby con su nuevo caza de combate a reunirse con su contacto Reti, un toydariano que podría llevarle a los Renacidos Lok. pero no están solos pues repentinamente aparecen varios cazas droide y un portanaves espacial de la Federación de Comercio.

### Misión 2: Aliados Inverosímiles
Reti lleva a Adi hasta Nym, el líder de los Renacidos Lok, en medio de una operación contra la Federación de Comercio en la isla de Maramere, que consiste en la búsqueda de los códigos de una Estación Espacial en donde están retenidos sus compañeros de la Resistencia, pero la búsqueda demora. Para empeorar la situación llegan cazas, portaaviones, submarinos, lanzaderas, transportes de tropas y bombarderos de la Federación que dificultan el cumplimiento de su misión.

### Misión 3: Huida de la Prisión
Con los códigos obtenidos en la isla de Maramere, Nym intenta sacar a sus compañeros renacidos de la Estación Espacial 1131, llevando consigo el Transporte Libertador de Tropas, que amarrará en la Estación. Pero las torretas y cazas de la estación junto con los cargueros y transportes de tropas droides opondrán una gran resistencia.

### Misión 4: Cambiando las Cosas
Después de haber rescatado a sus hombres de la Estación Espacial, Nym se dirige a destruir una estación sensora de la Federación de Comercio con la colaboración de dos barcas de demolición. Pronto se da cuenta de que la estación sensora está bien cubierta de submarinos, minas, torretas, cazas y bombarderos, por lo que la llegada de las barcas al emplazamiento no será nada sencilla.

### Escena 2: Exhalación del Dragón
Cavik Toth se reúne con Harro Ruuk, un dirigente de la Federación a cargo del proyecto TriHexalon. Al averiguar que Ruuk no había cumplido con la cantidad de TriHexalon que le había sido pedida Toth se enfurece y mata a Ruuk y a sus ayudantes. Al instante ordena el ataque a la isla de Maramere con misiles Hex.

### Misión 5: Cielos Envenenados
Nym y Adi se separan; el primero hacia el Monte Merakan y la segunda hacia la isla de Maramere, a neutralizar un ataque con Misiles Hex a la isla. La Teniente Bella, subordinada de Toth, comienza el ataque desde el espacio, marcándose como objetivo principal el Puerto Espacial de la isla. A Gallia se le suma un nuevo enemigo: el escuadrón Saboath, una pequeña flota de Bombarderos, Cazas y Desplegadores de Misiles bajo las órdenes de Toth que refuerzan el ataque de los misiles, por lo que proteger la isla no será tarea fácil para la Jedi.

### Misión 6: Monte Merakan
Nym y Jinkins se dirigen al Monte Merakan, donde se encuentran con un convoy grande de cargueros y una enorme instalación minera de la Federación de Comercio, fuertemente protegida por cazas droides y lanzamisiles.

### Misión 7: Yunque y Martillo
Después de descubrir que la fábrica de TriHexalon está ubicada en Nod Kartha, Nym, Adi y el resto de Renacidos se dirigen hacia allí. Al llegar a las cercanías observan una sólida defensa del planeta con cañones orbitales, plataformas defensivas, portanaves y nuevas naves enemigas: las fragatas Saboath lo que crea un difícil acceso a la superficie a los Renacidos.

### Misión 8: Pelotón de Demolición
Después de atravesar la dura defensa espacial de Nod Kartha, Nym y sus aliados encuentran la fábrica de TriHexalon, protegida por un escudo enorme, sostenido por seis búnkeres. Dirigidos por Gallia, Nym y su comando, entran en cada uno de los búnkeres para hacer caer el escudo. Pero la misión se complica cuando las fuerzas de la Federación empiezan a acorralarlos.

### Escena 3: Valor Jedi
Nym solicita la ayuda de Gallia para dinamitar el último búnker. La Jedi aterriza en el mismo y cubre a los Renacidos mientras estos salen. La bomba explota y el escudo de la fábrica cae.

### Misión 9: La Guarida del Dragón
Con el escudo caído, Nym y sus aliados se concentran en la destrucción de la fábrica de TriHexalon. La tranquilidad dura poco, ya que la resistencia del complejo aparece rápidamente con las torretas láser de la parte superior de la planta, y poco después se complican más las cosas con la llegada de los cazas Saboath.

### Misión 10: Remolque de Guerra
Gallia se separa de Nym debido a un llamado urgente del Maestro Windu. Los Renacidos encuentran restos de un Cañón Orbital, y preparan varios remolcadores para acoplar sus componentes, pero la aparición de un Destructor Saboath no facilita las cosas, ya que este despliega oleadas de remolcadores hacia el mismo objetivo de los Renacidos.

### Misión 11: Escolta a Geonosis
Adi Gallia llega a la órbita de Geonosis para proteger un transporte Clon junto a Siri Tachi. Prontamente, la nave es asediada por cazas droides, cazas geonosianos y fragatas de misiles, algo difícil de contarrestar para las Jedi.

### Misión 12: Carne de Cañón
Nym llega a la luna de Khons, para montar el cañón orbital otrora mencionado. Las fuerzas neomoidianas se percatan de su presencia, y atacan con todos los recursos disponibles a los Renacidos para impedir el montaje del Cañón.

### Misión 13: El Ataque de los Clones
Poco después de aterrizar en Geonosis, Adi Gallia y Siri Tachi deben escoltar a una sección de clones para destruir las instalaciones enemigas, pero los AAT, arañas droide y los peligrosísimos tanques de misiles droides se percatan de las Fuerzas enemigas y empiezan a causar grandes estragos a los comandos republicanos, creando grandes problemas a los atacantes.

### Misión 14: Ojo de la Tormenta
Nym regresa a Lok junto a los Renacidos para recuperar lo que es suyo. Al parecer la Federación y el escuadrón Saboath tienen algo de prisa. Con la ayuda del cañón orbital ubicado en la luna de Khons, Nym debe destruir las diferentes fragatas de misiles e instalaciones en el planeta.

### Misión 15: El Maestro Jedi
Adi y Siri salen del planeta Geonosis y encuentran la flota estelar entera del Escuadrón Saboath: bombarderos, cazas, defensores y destructores. Gallia y Tachi, junto al escuadrón Delta-7 de los Jedi, deberán detener el ataque de los Saboath para evitar que perjudiquen los intereses de los Jedi en el planeta.

## Personajes principales
- Adi Gallia: Maestra Jedi encargada de solucionar los problemas que están ocurriendo en el sistema Khartakk.
- Nym: piloto y líder de los Renacidos Lok, la resistencia contra la Federación de Comercio en el sistema Khartakk.
- Capitán Cavik Toth: antagonista principal del juego. Lídera el proyecto del arma biológica TriHexalon
- Jinkins: piloto e ingeniero de los Renacidos y amigo de Nym.
- Reti: piloto toydariano y amigo de Nym que sirve de contacto para que Gallia se encuentre con el líder de los Renacidos.
- Siri Tachi: Padawan Jedi y piloto que colabora a Gallia en algunas misiones.

## Personajes secundarios
- Teniente Bella: una atractiva oficial que está bajo las órdenes de Toth. Lidera el ataque sobre la isla de Maramere.
- Harro Ruuk: colaborador neimoidiano en el proyecto TriHexalon.
- Jango Fett: reconocido cazarrecompensas Mandaloriano que busca a Reti para "arreglar cuentas".
- Capitán Juno: piloto y capitán de la nave renacida Tritus.
- Capitán Orsai: piloto y capitán de la nave renacida Kethor.
- Sol Sixxa: piloto colaborador de Nym y de Gallia.
- Kole: piloto del transporte de tropas libertador, artillero del Havoc de Nym y ayudante principal del cañón orbital en la luna de Khons.
- Sargento Trask: subordinado de la teniente Bella en el ataque a Maramere.
- Yoda: Maestro Jedi que acompaña a los clones a Geonosis.
- Mace Windu: Maestro Jedi que envía a Adi Gallia a solucionar los problemas que están ocurriendo en el sistema Khartakk.
- Conde Dooku: Lord Sith que encarga a Toth comenzar la investigación en armas de destrucción masiva.

## Misiones bonus
- Estas misiones se pueden desbloquear tras conseguir los objetivos bonus y ocultos en las misiones del modo historia, tanto en uno o dos jugadores.

### Un jugador

#### Misión 1: Servicio de Escolta
Gallia debe proteger a las cargueros aliados de los enemigos.

#### Misión 2: Prueba de Prototipo Avanzado
La Maestra Jedi deberá sobrevivir a situaciones extremas al enfrentar oleadas enemigas y deberá proteger un convoy sin provocar ningún daño a los aliados.

#### Misión 3: Escopeta Montada
El artillero del Havoc de Nym debe destruir a 95 vehículos enemigos para poder sobrevivir; AAT, cazas droide y transportes de tropas.

#### Misión 4: La Cañonera Solitaria
Una cañonera LAAT ha quedado rezagada del convoy de la República, y debe enfrentar a una división de la Confederación sin ayuda alguna.

#### Misión 5: Jango Fett
Pilotando el Esclavo I, Jango Fett debe desactivar al Duergo, un hábil caza y a toda una estación espacial protegida por un escudo inmenso e interminables torretas láser.

### Dos jugadores

#### Misión 1: Nubes de Coruscant
Un jugador enfrenta al otro con el fin de conseguir 100 puntos.

#### Misión 2: Servicio de Escolta
Adi y Nym deben proteger los cargueros aliados frente a las grandes oleadas de cazas enemigos.

#### Misión 3: Combate Aéreo Clásico
Un escuadrón de Cazas TIE imperiales se enfrenta a un grupo de Ala-X rebeldes.

#### Misión 4: Cazador de Droides
Los jugadores tienen que evitar que los cazas droide lleguen a los anillos de teletransporte.

#### Misión 5: Confrontación sobre Geonosis
El Caza Jedi de Obi-Wan Kenobi frente al Esclavo I de Jango Fett. 

#### Misión 6: La Cañonera Solitaria
Al igual que la misión de un jugador, una cañonera debe enfrentarse a un convoy de la Confederación. En esta ocasión el jugador acompañante ocupará la función de torreta, atacando con misiles de concusión.

## Naves desbloqueables
Estas naves se pueden desbloquear tras conseguir los objetivos bonus y ocultos en las misiones del modo historia, tanto en uno o dos jugadores.
- Caza Jedi avanzado con todas las armas secundarias de Adi Gallia, Siri Tachi y Obi-Wan Kenobi. (Armas: Escudo, rayo de fuerza, reflejo y onda expansiva)
- Havoc avanzado con todas las armas secundarias de Nym. (Armas: 6 cañones láser, torreta de artillería, bombas de energía renovable, misiles de crucero, misiles de concusiòn y minas de proximidad)
- Zoomer avanzado con todas las armas secundarias de Reti. (Armas: 3 cañones láser, cañón pesado, misiles de crucero, misiles de concusión y minas de proximidad)
- Caída libre avanzado con todas las armas secundarias de Jinkins. (Armas: 2 cañones láser de largo alcance, micronaves, misiles de crucero, misiles de concusión y minas de proximidad)
- Esclavo I de Jango Fett. (Armas: 2 cañones láser, misiles anti-caza y minas de proximidad)
- Cañonera LAAT de la República (Armas: 2 cañones làser, 2 cañones de rayos delanteros, 2 torretas láser laterales, misiles de concusión y misiles anti-caza)
- Caza Saboath del escuadrón Saboath de Cavik Toth. (Armas: 6 cañones láser de rápida rotación)
- Caza TIE del Imperio (Armas: 2 cañones láser de rápida rotación)
- Ala-X de la Alianza Rebelde. (Armas: 4 cañones láser y torpedos de protones)

## Extras
Al cumplir los objetivos bonus de algunas misiones del Modo Historia, se pueden desbloquear algunos extras que pueden contener demos con comentarios del juego, parodias de la saga y videos del Episodio II.